# Брезийе
Брезийе́ (фр. Bresilley) — коммуна во Франции, находится в регионе Франш-Конте. Департамент — Верхняя Сона. Входит в состав кантона Пем. Округ коммуны — Везуль.
Код INSEE коммуны — 70092.

## География
Коммуна расположена приблизительно в 310 км к юго-востоку от Парижа, в 29 км западнее Безансона, в 60 км к юго-западу от Везуля.
Вдоль южной границы коммуны протекает река Оньон.

## Население
Население коммуны на 2010 год составляло 175 человек.
| 1962 | 1968 | 1975 | 1982 | 1990 | 1999 | 2010 |
| ---- | ---- | ---- | ---- | ---- | ---- | ---- |
| 110  | 108  | 100  | 89   | 100  | 125  | 175  |

## Администрация
| Период | Период | Фамилия        | Партия | Примечания |
| ------ | ------ | -------------- | ------ | ---------- |
| 2001   | 2004   | Жан-Мари Буан  |        |            |
| 2004   | 2014   | Габриель Полен |        |            |

## Экономика

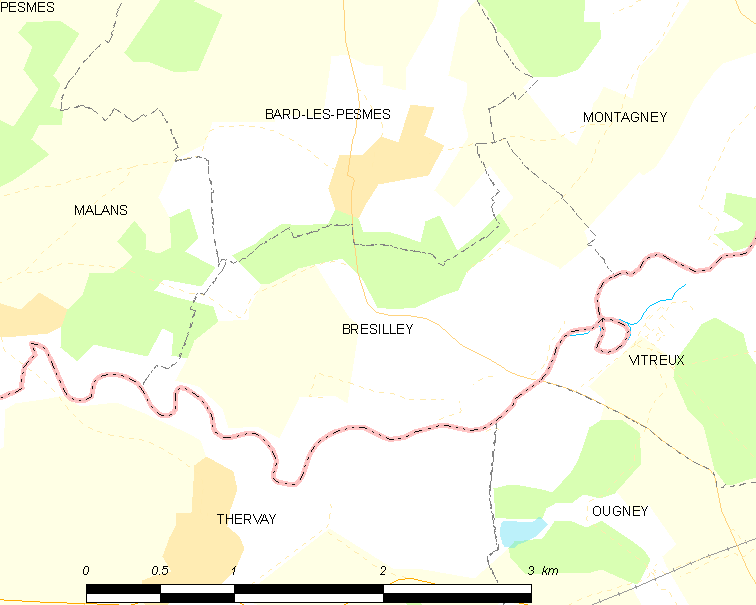
Карта коммуны

В 2010 году среди 112 человек трудоспособного возраста (15—64 лет) 84 были экономически активными, 28 — неактивными (показатель активности — 75,0 %, в 1999 году было 67,8 %). Из 84 активных жителей работали 77 человек (41 мужчина и 36 женщин), безработными было 7 (4 мужчины и 3 женщины). Среди 28 неактивных 4 человека были учениками или студентами, 13 — пенсионерами, 11 были неактивными по другим причинам.